# Чубуклинское сельское поселение
Чубуклинское се́льское поселе́ние — муниципальное образование в Заинском районе Татарстана Российской Федерации.
Административный центр — село Чубуклы.

## История
Статус и границы сельского поселения установлены Законом Республики Татарстан от 31 января 2005 года № 23-ЗРТ «Об установлении границ территорий и статусе муниципального образования "Заинский муниципальный район" и муниципальных образований в его составе».

## Население
| 2010 | 2011 | 2012 | 2013 | 2014 | 2015 | 2016 |
| ---- | ---- | ---- | ---- | ---- | ---- | ---- |
| 860  | ↘859 | ↘847 | ↗849 | ↘842 | ↘834 | ↘800 |
| 2017 | 2018 |      |      |      |      |      |
| ↘784 | ↘760 |      |      |      |      |      |

## Состав сельского поселения
| № | Населённый пункт | Тип населённого пункта       | Население |
| - | ---------------- | ---------------------------- | --------- |
| 1 | Онбия            | село                         |           |
| 2 | Суык-Чишма       | деревня                      |           |
| 3 | Чубуклы          | село, административный центр |           |